# 大沢樹生
大沢 樹生（おおさわ みきお、1969年4月20日 - ）は、日本の俳優であり、男性アイドルグループ・光GENJIの元メンバーで愛称はミッキー。映画監督や、所属事務所である株式会社ミキオオフィスの代表取締役社長も務めている。
身長176cm、体重63kg、血液型A型。足のサイズ26cm。

## 経歴
- 東京都文京区本郷出身[1]で、ほどなく江東区大島に転居。
- 姉が履歴書を送ったことで、小学校6年生の3学期だった1982年（昭和57年）1月17日に行われたオーディションに合格し、ジャニーズ事務所に入所。同期生には元忍者の正木慎也がいる。
- 1983年（昭和58年）3月25日、ジャニーズJr.内ユニット「イーグルス」のメンバーとしてレコードデビュー。しかし、同グループは後に自然消滅。その後は、NHK『レッツゴーヤング』のレギュラーとなり、「サンデーズ」の一員として活動していた。
- 1987年（昭和62年）8月19日、内海光司と共に光GENJIのメンバーとして再びレコードデビューを果たす。デビュー当時18歳であったが、20歳と2歳年上にサバを読んでいた（その後、訂正をしている）。
- 1994年（平成6年）8月31日、佐藤寛之と共に光GENJIを脱退、ジャニーズ事務所を退社。翌1995年（平成7年）に個人事務所「サクセス」と、ファンクラブ「MOST」を立ち上げた。俳優業の他に、ソロアイドルとしてもシングルやアルバムを数枚リリースした。
- 1996年（平成8年）6月、喜多嶋舞とできちゃった結婚（当時、妊娠3カ月。翌年の1月に男児誕生）するが、2005年（平成17年）9月20日に離婚。なお、息子の親権は喜多嶋側にあったが、2007年（平成19年）4月より大沢が親権を持った。しかし2013年（平成25年）12月、DNA型鑑定により大沢との父子確率0%が判明したため[2][3]、喜多嶋側に再び親権が移り[4]、喜多嶋の母親で女優の内藤洋子の許で育てられることになった[5]。
- 2006年（平成18年）11月、自らが経営する芸能事務所・ドリームフォープロモーション(現：ミキオオフィス)を立ち上げた。
- 2007年（平成19年）8月、初プロデュース作品「怪談牡丹灯篭もっともっと愛されたかった」公開。
- 2008年（平成20年）4月26日、15歳年下の一般人女性と再婚[6]。同年6月、アパレルブランド「STREET STAR」を立ち上げた。
- 2008年（平成20年）11月、自叙伝『昨夜未明、大沢樹生が死にました…』（カンゼン刊）を出版。
- 2009年（平成21年）7月21日、日本テレビ系『有名人が集まる結婚相談所』に妻と出演。山本淳一がサプライズで登場。約15年ぶりに光GENJIメンバーとのTV共演となった。
- 2010年（平成22年）『水戸黄門』第41部で、レギュラー出演（虚空無幻斎 役）。
- 2010年（平成22年）8月、第2弾プロデュース作品『捜査線 LINE OVER』公開。
- 2011年（平成23年）5月25日、「東京ジョー」のアーティスト名で、約10年ぶりにシングル「ガキの戯言」を発売。
- 2012年（平成24年）5月12日、日本テレビ系『メレンゲの気持ち』で、夫人が不妊治療を経て受胎、出産予定日は10月と公表する。後刻、胎児異常により妊娠継続は困難と医師に診断され、5月24日に死産したことを6月公式ブログにて公表する。
- 2013年（平成25年）12月10日付の公式ブログにて、夫人が妊娠10カ月であることを公表する[7]。
- 2014年（平成26年）1月13日に女児が誕生したことを、同年2月1日付の公式ブログで明かした[8]。
- 2021年（令和3年）3月、熊本県で生産された純国産馬肉を扱う料理店をプロデュース。東京都品川区西五反田で開店。
- 2022年（令和4年）11月20日に報道機関の取材に対し、翌年4月23日投開票の北区長選挙に立候補する意向を表明した[9]。12月1日の記者会見で立候補を正式表明したほか新規の地域政党『東京新党16』の推薦を受けることも合わせて発表。同党は大沢の知人でシアタープロレス花鳥風月社長の大野公寿が代表を務める[10][11][12]。2023年（令和5年）4月5日、公示直前で6期目を目指す現職の花川與惣太と政策協定を締結したうえで支援に回り、自身の区長選立候補を取り止めることを発表した[13]。投開票の結果、花川は落選した[14]。

## 人物
- 東京富士幼稚園、江東区立第四大島小学校、江東区立第二大島中学校、江東区立第四大島中学校を経て、明治大学付属中野高等学校定時制中退、2011年3月ウィッツ青山学園高等学校（現・神村学園高等部伊賀）通信制卒業[15]。

### 少年時代のエピソード
- 音楽の授業で歌のテストの時に課題とは違う「かえるのうた」を歌うなど少年時代から個性が強かった。
- 父親の店が後楽園ホール近くにあったため、幼少時よりプロレス・格闘技への憧れを持ち、頻繁に控室を訪ねていた。後述のように50歳前後において夢を叶えるべく実際に競技に挑戦している[16]。

### 光GENJI（ジャニーズ時代）に関して
- 自ら「目で殺す」「目殺師」と称する程の鋭い目つき（ロゴマークとして自らイラスト化したものをたびたび描いている）と、長身でキリッとした端正な顔立ちで「正統派二枚目」と呼ばれていた。このキャラクターを活かして、欧米人、狼男、悪役などの役をこなしている。
- 光GENJI所属時代のイメージカラーは紫色。
- 連続バク転やローラースケートを履いたままのバク転など、高い運動神経を誇っている。
- 諸星和己とは不仲説も噂されたが、実際は当時のメンバーの中で一番仲が良い（二人で旅行に行くこともある）。
- 近年、光GENJIや同時期に活動していた忍者の元メンバーとの交流が増えている（公開されているだけでも諸星和己、佐藤寛之、山本淳一、赤坂晃、佐藤アツヒロ、正木慎也など）。
- 2007年に赤坂晃が覚せい剤取締法違反により逮捕された時には、拘留されていた大塚警察署へ赤坂宛てに本と手紙を差し入れた。そのことに関しては、「君は一人じゃないんだ、という気持ちが伝わってくれればよかった」と後に語っている[17]。
- 光GENJIについては「宝物ですね。光GENJIがあったから今の自分があるのは紛れも無い事実です。だからもう、むやみに宝箱を開けたくないんですよ」と後に語っている[18]。
- 「（光GENJI）脱退の決断は、いまだに人生でいちばん勇気が必要だった出来事」「自分の人生をかけた決断」とも語っている[19][20]。
- 脱退の理由については、「俳優として何も基礎がない自分が主役を張って、キャリアもテクニックもある俳優さんが脇役でいることにコンプレックスを感じるようになった」「このままここにいたら、自分が目指している方向性のものは永遠に出来ないかもしれない」[21]と、ただ売れたというだけでアイドルが実力者より優遇されてしまっていること、光GENJIが次第にアーティストとしての成長をしなくなり、かつての成功例を繰り返すだけになってしまったように見えたこと[22]また、自分の小さな活動の希望ですら押さえつけられずっと行動を制限されたこと[23]等に対し、将来の危機感を持った上での決断であった旨が自叙伝で語られている。ただ、結果として「脱退」という選択肢が必ずしもベストなやり方だったとは言えない旨も語られている。

### プロレス・格闘技
- 2018年12月30日にシアタープロレス花鳥風月においてプロレスラーとして6人タッグマッチでデビュー[24]。挑戦は俳優を通じて知り合った船木誠勝の存在が大きかったという。2021年8月27日、EXECUTIVE FIGHT〜武士道〜にて格闘家デビュー。キックボクシングルールで木下ほうかと対戦し判定負け[16]。
- 2021年12月10日の同大会でもキックボクシングルールでプロボクサーライセンスを持つ男性と対戦。KO負けを喫した[25]。試合のセコンドには前回の対戦が初対面であった木下ほうかが就いた[25]。

## 所属事務所の変遷
ジャニーズ事務所 → 個人事務所「サクセス」（フロム・ファーストプロダクション傘下。1995年4月1日設立） → フロム・ファーストプロダクション（2006年10月に退社） → 個人事務所「ドリームフォープロモーション」（2015年に「ミキオオフィス」に名称変更）

## ジャニーズ時代の参加ユニット
- ジャPAニーズ・ジュニア
- イーグルス
- サンデーズ
- Mr.ミュージック
- 光GENJI
- 少年御三家

## 受賞歴
- 日本映画プロフェッショナル大賞 新人奨励賞（1996年）『日本製少年』

## 出演

### テレビドラマ
- 夏の王様（1982年10月6日、日本テレビ、日本テレビ開局30周年記念ミュージカル） - ウィズの子どもたちの中のチョロ
- どっきり双子先生・乙女学園男子部シリーズ（1983年 - 1984年、フジテレビ、月曜ドラマランド） - 生徒
- 乙女学園すみれ寮シリーズ（1984年、フジテレビ、月曜ドラマランド） - 生徒
- 同棲時代（1985年11月11日、フジテレビ、月曜ドラマランド【W主演：工藤夕貴】） - 主演・上田ひろみ
- 新・熱中時代宣言（1986年4月5日 - 8月16日、日本テレビ） - 菊岡正
- 必殺まっしぐら!（1986年8月8日 - 10月31日、テレビ朝日） - さぶ
- ナイン（1987年1月5日、フジテレビ、月曜ドラマランド） - 山中健太郎
- 桃色学園都市宣言!!「St.月桂寺HighSchool」（1987年10月1日 - 1988年3月18日、フジテレビ）
- あぶない少年I、II（1987年 - 1988年、テレビ東京、【主演：光GENJI】）
- スターライト・キッズ 新・北斗七星伝説（1988年10月11日、TBS、【主演：光GENJI】） - 俊樹
- ワイルドで行こう! BORN TO BE WILD（1988年10月17日 - 1989年3月20日、フジテレビ） - 主演・明
- 源義経（1990年1月1日、TBS） - 平敦盛
- 想い出にかわるまで（1990年1月12日 - 3月30日、TBS、金曜ドラマ） - 沢村清治
- ホットドッグ（1990年4月19日 - 6月28日、TBS） - 山本辰雄
- 天と地と〜黎明編（1990年4月20日、日本テレビ、【大沢の21歳の誕生日に放送された。】） - 長尾景虎
- 卑弥呼殺人事件（1990年12月10日、TBS、月曜ドラマスペシャル）
- 君の名は（1991年4月1日 - 1992年4月4日、NHK、連続テレビ小説） - 木村吾郎
- 震える眼 警察官連続殺人事件!（1991年2月1日、フジテレビ、男と女のミステリー）
- テキ屋の信ちゃんシリーズ（1991年‐1995年、TBS、月曜ドラマスペシャル） - 山本辰雄
  - テキ屋の信ちゃん1「初恋純情編」（1991年9月23日）
  - テキ屋の信ちゃん2「花嫁の父 哀愁編」（1992年10月26日）
  - テキ屋の信ちゃん3「おふくろ慕情編」（1993年9月27日）
  - テキ屋の信ちゃん4「青春旅立ち編」（1994年9月26日）
  - テキ屋の信ちゃん5「青春完結編」（1995年10月2日）
- 外科医有森冴子（日本テレビ）
  - パート2第6話「さらば二人の男達」（1992年11月14日）
  - 新春スペシャル (2000年1月4日）
- 闇から来た少女（1993年10月11日、関西テレビ） - 主演・華村研
- 織田信長（1994年1月2日、テレビ東京12時間超ワイドドラマ） - 森蘭丸
- 痛快!バツイチ・トリオ 女だけの便利屋事件簿1 バツイチ女3人の涙と笑いの奮闘記（1998年3月2日、TBS、月曜ドラマスペシャル） - 石井努
- 板橋マダムス（1998年10月14日 - 12月16日、フジテレビ）
- 名探偵キャサリン・シリーズ6 ブラックオパール殺人事件（1998年11月30日、TBS、月曜ドラマスペシャル） - 田所健也
- ケイゾク第5話（1999年2月5日、TBS） - 鷺沼聖
- 京都迷宮案内 第2シリーズ「第8話 京友禅をめぐる愛憎 青いつけ爪の女!!」（2000年3月9日）
- 別れさせ屋 第4話（2001年1月29日、読売テレビ、日本テレビ）- 赤井純一
- 救命救急センター2（2001年3月20日、日本テレビ、火曜サスペンス劇場）
- 美容エステ探偵2（2001年8月24日、フジテレビ）
- 事件記者 浦上伸介1（2001年9月19日、テレビ東京、女と愛とミステリー） - 堀内辰男
- 真夜中の雨（2002年10月10日 - 12月19日、TBS） - 中学時代の同級生
- ケータイ刑事 銭形愛第9話（2002年12月1日、BS-i）- 泡坂圭吾
- 忠臣蔵〜決断の時（2003年1月2日、テレビ東京） - 高田郡兵衛
- 女と男と物語 Episode10「略奪結婚」（2003年3月15日、朝日放送） - 矢口健史
- 松本清張没後10年企画・疑惑（2003年3月22日、テレビ朝日、土曜ワイド劇場） - 川崎三郎
- 恋する日曜日「ウェディングベル」（2003年4月6日・13日、BS-i） - 白鳥雄一郎
- はぐれ刑事純情派第16シリーズ 第3話「赤ちゃんが消えた!? 人殺しと呼ばれた父」（2003年4月16日、テレビ朝日） - 牧野勝也
- 軽井沢ミステリー4 娘よ（2003年8月5日、日本テレビ、火曜サスペンス劇場） - 高杉慎平
- 警察庁特別広域捜査官 宮之原警部シリーズ 丹後浦島伝説殺人事件（2003年9月8日、TBS、月曜ミステリー劇場） - 守野大生
- 夏樹静子サスペンス 弁護士 朝吹里矢子3 放火殺人の謎（2003年10月20日、TBS、月曜ミステリー劇場） - 田口克弘(ハッピーファイナンス)
- 幼稚園ゲーム3（2003年11月24日 - 2004年1月23日、CBC=TBS） - 小川俊平
- サラリーマン金太郎4（2004年1月15日 - 3月18日） - 中沢哲平
- 所轄刑事シリーズ（2004年 ‐ 2013年、フジテレビ） - 川崎康平（刑事）
  - 所轄刑事 〜必死の捜査報告〜（2004年9月10日、金曜エンタテイメント）
  - 所轄刑事2 〜必死の生活安全課〜（2005年12月2日、金曜プレステージ）
  - 所轄刑事3 涙の生活安全課〜必死のアキバ捜査網〜（2007年3月16日、金曜プレステージ）
  - 所轄刑事4 〜罠にはまった生活安全課〜（2008年8月1日、金曜プレステージ）
  - 所轄刑事5 走れ！生活安全課〜振込め詐欺の出し子を探せ〜（2010年1月22日、金曜プレステージ）
  - 所轄刑事6 〜欺かれた生活安全課〜（2011年10月21日、金曜プレステージ）
  - 所轄刑事7 〜能登・金沢 ストーカー連続殺人事件の闇〜（2012年7月27日、金曜プレステージ）
  - 所轄刑事8 〜信州・安曇野〜白骨温泉 売春組織に迫る復讐の剣〜（2013年1月18日、金曜プレステージ）
- 温泉へ行こう5（2004年11月29日 - 2005年2月18日、TBS、花王 愛の劇場） - 澤井恭一郎
- 新・科捜研の女「file.1」（2005年7月14日、テレビ朝日）
- アストロ球団（2005年8月10日 - 12月7日 -、テレビ朝日） - バロン森
- 特命!刑事どん亀「第3話」（2006年4月24日、TBS） - 倉崎
- 戦国自衛隊・関ヶ原の戦い（2006年1月31日・2月7日、日本テレビ） - 宇喜多秀家
- 鬼哭 KIKOKU （2006年、チャンネルNECO）
- 美しい罠（2006年7月3日 - 9月29日、東海テレビ放送） - 不破敬吾
- 信濃のコロンボ事件ファイル13 盲目のピアニスト（2006年12月13日、テレビ東京系） - 奥野司郎
- 柳生十兵衛七番勝負 最後の闘い （2007年4月5日 - 5月31日、NHK） - 松下兵衛
- イヴの贈り物（2007年8月5日、WOWOW）
- ケータイ捜査官7「29話」（2008年11月19日、テレビ東京） - 白カラス
- 万引きGメン二階堂雪(17)〜最期の嘘（2008年9月22日、TBS、月曜ゴールデン） - 加賀恭一郎
- 特命係長 只野仁スペシャル '09（2009年1月3日、テレビ朝日）
- 水戸黄門（2010年4月12日 - 6月28日、TBS） - 虚空無幻斎
- 霧に棲む悪魔（2011年4月11日 - 7月1日 、東海テレビ・フジテレビ系） - 影山仁
- 人間再生・工場長 岡田岩児（2011年7月11日、TBS、月曜ゴールデン） - 徳重
- 相棒 season10 第1話（2011年10月19日、テレビ朝日） - 若林晶文
- 法医学教室の事件ファイル（2012年2月11日、テレビ朝日、土曜ワイド劇場） - 佐久間芳雄
- 水曜ミステリー9・山村美紗サスペンス 看護師・戸田鮎子の推理カルテ（2012年7月11日、テレビ東京） - 若木圭太
- ジゴロ in シェアハウス（2015年3月13日・3月22日・3月29日〈全3回〉、TBSチャンネル） - 主演・神路吾郎[26]
- 慰謝料弁護士〜あなたの涙、お金に変えましょう〜 最終話（2014年3月27日、讀賣テレビ放送） - 周防（バーテンダー）
- ミステリースペシャル「事件18」（2017年10月5日、テレビ朝日） - 山室清志

### バラエティ番組など
- DANCE DANCE DANCE（1991年4月 - 1991年9月、フジテレビ） - 二代目司会
- ハウスエナジー（1991年10月 - 1992年3月、フジテレビ） - 司会
- 邦ちゃんのやまだかつてないテレビ（フジテレビ） - 番組末期準レギュラー
- EDO KIDS（2010年4月2日 - 2010年06月25日、テレビ埼玉） - 司会
- ダウンタウンのガキの使いやあらへんで!!「絶対に笑ってはいけないスパイ24時」（2010年12月31日、日本テレビ）
- いい旅・夢気分SP（2011年4月6日、テレビ東京） - 山本淳一と共演
- マネースクープ（2014年10月 - 2015年3月、フジテレビ） - マネースクーパー
- 日バラ8「超速シッポとりバトル！モノノケハント」（2021年11月14日、フジテレビ） - 「チーム吉村」のメンバーとして
- クイズ!脳ベルSHOW 第1357回 - 第1359回（2022年1月12日 - 14日、BSフジ）
- てくてくひとり旅（2022年11月15日 - 12月13日、BSJapanext）
- 7 S.T.A.R.S. 〜7つの答え〜 佐藤アツヒロが繋ぐ光GENJIの現在 第3話・第6話（2025年3月16日・6月15日、WOWOW）[27][28][29]

### 映画
- あいつとララバイ（1983年12月24日公開、東宝）
- ザ・サムライ（1986年2月15日公開、東映） - 南藩都来
- 少年武道館（1988年2月20日公開、東宝）
- …これから物語 〜少年たちのブルース〜（1988年12月18日公開、東宝、【主演：光】） - 矢沢亮介
- ふ・し・ぎ・なBABY（1988年12月18日公開、東宝、【主演：GENJI】） - 本人
- 必殺!5 黄金の血（1991年11月23日公開、松竹） - 仕事人・蝶々の朝吉
- 第2回・欽ちゃんのシネマジャック「やさしい嵐」（1994年）
- 日本製少年（1995年） - 田中大和
- ピエタ（1997年）
- 悪の華（1997年）
- 鍵 THE KEY （1997年） - 木村健一
- Going West 西へ…（1997年）
- ズッコケ三人組 怪盗X物語（1998年）
- 共犯者（1999年、東映）
- 極道の妻たち リベンジ（2000年）- 荒木章
- 劇場版 百獣戦隊ガオレンジャー 火の山、吼える （2001年、東映） - レジスタンスのリーダー・魁人
- 新・仁義の墓場（2002年） - 沢田一家 吉川正人
- Run 2 U（2003年）
- 首領への道劇場版・前編 （2003年、村上劇画プロ、シネマ・クロッキオ）
- デビルマン（2004年10月9日公開、東映） - 重森隆夫（ストーカー）
- 怪談新耳袋劇場版「手袋」（2004年）
- 完全なる飼育〜赤い殺意（2004年） - 文也（ホスト）
- 恋人はスナイパー （2004年公開、東映）
- まだまだあぶない刑事（2005年10月22日公開、東映） - 三橋（参事官）
- 紅薔薇夫人（2006年、新東宝映画）
- 怪談 牡丹燈籠 もっともっと愛されたかった。（2007年8月11日公開、【大沢樹生・第一回プロデュース作品、総括プロデューサー】） - 主演・萩原新三郎（傘張り浪人）
- 太陽が弾ける日（2007年11月10日） - RENZO
- 涙でいっぱいになったペットボトル〜カンペの手紙〜 （2007年、GPミュージアムソフト） - 主演・シングァン / 田内慎二
- しあわせになれない 悲しい花 劇場版 （2010年8月7日公開、ミュージックシネマズジャパン） - 主演・木村（中古車ディーラー）
- 捜査線 LINE OVER（2010年8月28日公開、【大沢樹生・第二回プロデュース作品、企画総合プロデューサー】） - 主演・田代秀人（刑事）
- イルカの豆（2010年11月6日公開、ミライ・アクターズ・プロモーション）- 風間亮
- わさお（2011年3月5日公開） - 谷岡獣医
- 鷲と鷹（2014年5月24日公開、ユナイテッド・シネマ、【大澤樹生・第一回監督作品、主演：大沢樹生・諸星和己】） - 主演・鷲尾誠司
- 表と裏（2015年3月14日公開） - 竜神会系銀老獪若頭 木崎洋平
- CONFLICT 〜最大の抗争〜（2016年5月28日、オールインエンタテインメント ※DVDは第一章と第二章に分割して発売） - 東北神竜会川辺組若頭 槙野甲介
- THE ACTOR －ジ・アクター－（2016年、大澤樹生監督作品）
- 侠の絆（2018年） - 岩井組若頭・佐久間瞬

### Vシネマ
- あばよ白書（1995年） - 主演・島野航
- 悪名伝（1996年） - 主演・藤沢一生
- DOG FIGHT 野良犬たちの挽歌（2000年） - トシ（チンピラ）
- 実録 土佐游侠外伝 鯨道〜青春篇（2000年）
  - 実録 土佐游侠外伝 鯨道〜抗争・完結篇（2000年）
- 実録 山陽道やくざ戦争 手打ち破り（2001年） - 主演・三代目山王会若頭補佐 武田組組長 武田力也
- 実録 東北やくざ戦争 覇桜の道（2003年） - 主演・阿藤儀一
- 実録・名古屋やくざ戦争 統一への道（2003年） - 大日本昭和会中山組小牧支部三池組幹部
- 野良犬（2003年） - 主演・流十三（凄腕の浪人）[注 2]
- 実録 竹中正久の生涯〜荒らぶる獅子 外伝（2004年、GPミュージアムソフト） - 竹中組系組員 清水（ヒットマン）
- 鬼哭 kikoku（2004年）
- メール in the site（2004年）
- 修羅の門（2004年） - 刑事
- 海賊仁義（2005年） - 正彦（荒巻組組長佐伯の息子）
- 実録 新選組シリーズ（2006年、監督：辻裕之） - 沖田総司
  - 実録 新選組（2006年2月25日）
  - 実録 新選組 完結編（2006年3月25日）
- 龍が如く〜序章〜（2006年） - 錦山彰
- 修羅の軍団（2006年）
  - 修羅の軍団 完結編（2006年）
- 実録・九州やくざ抗争 誠への道（2006年） - 主演・村富一家組員 浪岡政浩（→初代村富会若頭→三代目村富一家若頭 / 二代目村富会会長）
  - 実録・九州やくざ抗争 誠への道 完結編（2007年）
- 実録 大日本菊水会 双龍伝（2007年） - 大日本菊水会 中村一議
  - 実録・大日本菊水会 双龍伝 完結編（2007年）
- 実録・四国やくざ戦争 血戦 松山抗争勃発篇（2007年） - 主演・渡邊組柳組幹部 上田満州蔵
  - 実録・四国やくざ戦争 血戦 松山抗争終結編（2007年）
- 実録・国粋 竜侠（2007年） - 新聞記者
- 実録・鯨道 青春編（2007年）
  - 実録・鯨道 抗争完結編（2007年）
- 関西極道 流血の抗争史 侠客の刃編（2008年） - 主演・真剛連合幹部 城崎竜
  - 関西極道 流血の抗争史 哀愁の刃編（2008年）
- 太陽が弾ける日（2008年）全2作 - RENZO
- 住越・浜野政吉 列侠（2009年）
- 実説・沖縄ヤクザ抗争 いくさ世(ゆ) アシバー 上原勇一（2009年） - 主演・上原勇一（コザ派→山原派幹部）
  - 実説・沖縄ヤクザ抗争 いくさ世(ゆ) アシバー 上原勇一 完結編（2009年） - 主演・上原勇一（山原派幹部→沖縄連合陽琉会幹部上原一家組長）
- 新・修羅の軍団1・2（2010年）
- アンダーグラウンド（2011年） - 主演・リムジンハイヤーサービスの運転手
- 伝説になった男たち（2012年） - 健十郎
- 汚れた紋章(バッジ)（2013年） - 刑事
- フラワー（2013年）全2作 - 主演・フラワー
- 破門組（2015年） - 藤堂組若頭 更科洋介 ※友情出演
- KYOTO BLACK 黒のサムライ（2015年） - 右翼団体行動隊長 南畑孝博
- 首領の道 Season2（2015年） - ケニー白川
- 修羅の分裂（2015年） - 西山会会長秘書 坂藤組組長 坂藤隆永
- 修羅の分裂 完結編（2015年） - 二代目西山会若頭 坂藤一家総長 坂藤隆永
- CONFLICT 〜最大の抗争〜（2016年） - 槙野甲介
- 頂点(てっぺん)（2017年）全3作 - ムラサメコーポレーション株式会社 代表取締役 村雨昴
- 双頭の龍（2017年）全2作 - 主演・花幸一家 武田龍心
- 極道天下布武5（2017年） - 甘倉組若衆 明石光秀
- 日本統一18-20（2016年-2019年） - 茨城 鶴見組組長 鶴見憲吾
  - 日本統一18-20（2016年-2017年） - 二代目丸神連合理事長補佐 水神会幹事長
  - 日本統一21-32（2017年-2019年）  - 二代目丸神会理事長補佐
- 極道黙示録1・3（2017年、2018年） - 侠尽会幹事長 早瀬組組長 早瀬正志
- 制覇15,16（2018年） - 福岡 玄海一家若頭 鹿内隆三
- 我王伝（2018年） - 松本アニマルクリニック院長 松本一心
- 組織を震撼させた男（2019年） - 室丘組 遠藤京介

### 舞台
- セツァンの善人（1996年5月、銀座セゾン劇場）
- 罠（1999年10月、パルコ劇場）
- 赤ひげ（2000年9月、名古屋御園座）
- GOD SPELL（2001年12月、ル・テアトル銀座）
- 赤ひげ（2002年4月、博多座）
- MASK of LOVE（2003年9月）
- ミュージカル「エディット・ピアフ」（2004年6月、アートスフィア／シアター・ドラマシティ）
- GODSPELL（2005年9月22日 - 10月2日、東京芸術劇場・中ホール）
- 夢・歌舞伎町物語（2006年5月17日 - 21日、新宿コマ劇場前「シネシティー広場」から「シアターアプル」への移動演劇）
- ちはやぶる神の国〜異聞・本能寺の変〜（2010年6月2日 - 6日、俳優座劇場） - 織田信長
- 美童浪漫大活劇 八犬伝＜第二部＞（2010年12月8日 - 15日、品川六行会ホール） - 織田信長
- 舞台「水戸黄門」(2013年3月3日 - 3月20日【博多座】)（2013年3月23日 - 3月31日【新歌舞伎座】）
- Famiglia!（2019年4月12日 - 4月14日【三越劇場】） - LUCIANO
- ソング・オブ・ラブ・アクチュアリー〈朗読劇〉（2020年11月21日【中目黒トライ】）
- 艶姿純情BOY〈ミュージックライブ＆リーディングドラマ第三弾！〉(2021年7月3日 - 7月4日【中目黒BEST TVスタジオ】)　艶チーム
- ゴーストたちの純情（2022年1月20日 - 1月23日【 シアターグリーンBIG TREE THEATER】） - 先生

### プロモーションビデオ
- NHK・みんなのうた『ハートにホッチキス』（1986年8月放送） - サンデーズの太田貴子と2人で出演（歌は太田貴子のソロ。ロケ地：清里高原、二子玉川）

### イベント
- DMM.R18アダルトアワード2017（2017年4月23日、豊洲PIT） - シークレットゲスト兼プレゼンター[30]。

## 格闘技
- シアタープロレス花鳥風月〈2018年総決算「大沢樹生〜夢への挑戦〜Dreams Come True」〉(2018年12月30日　浅草橋ヒューリックホール)
- EXECUTIVE FIGHT 武士道〜宙〜2021(2021年8月27日 八芳園）vs木下ほうか
- EXECUTIVE FIGHT 武士道〜艶〜2021(2021年12月10日 八芳園）vs森田隼人
- EXECUTIVE FIGHT 武士道〜勇武〜2022(2022年3月18日 八芳園）vs小森直樹
- EXECUTIVE FIGHT 武士道〜廻天〜2022(2022年8月26日 八芳園）エキシビションマッチvs捧拓将
- EXECUTIVE FIGHT 武士道〜皇〜2022(2022年12月9日 八芳園）vs木村誠司

## ディスコグラフィ

### シングル
| ＃ | 発売日         | タイトル                      |
| -- | -------------- | ----------------------------- |
| 1  | 1995年5月25日  | 悲しみの華を散らして          |
| 2  | 1995年11月25日 | ANGEL ORGASM                  |
| 3  | 1996年6月26日  | 六本木製少年                  |
| 4  | 1996年11月25日 | I'm Junk!                     |
| 5  | 1997年6月25日  | Free mAn                      |
| 6  | 1998年7月1日   | 真夏の風                      |
| 7  | 2011年5月25日  | ガキの戯言 （東京ジョー名義） |

### アルバム
| ＃ | 発売日         | タイトル      |
| -- | -------------- | ------------- |
| 1  | 1995年7月26日  | Pierrot Pazzo |
| 2  | 1996年12月21日 | 4 CROWS       |
| 3  | 1997年7月24日  | Rock FooD     |
| 4  | 1998年7月23日  | M・ISM        |

### 写真集
- Trip（1995年6月、ぶんか社、ヌード写真集）ISBN 978-4821120505

### 書籍
- 硬派（1990年、集英社）ISBN 978-4087801224　光GENJI全集第2巻。1990年9月21日発売。
- 昨夜未明、大沢樹生が死にました… （2008年11月、カンゼン、自伝本）ISBN 978-4862550255